# Martin Brody
Martin Brody (* 1949 in Chicago) ist ein US-amerikanischer Komponist und Musikpädagoge.
Brody wuchs in Elgin auf und besuchte die dortige High School, in deren Orchester er Cello spielte. Nach dem Erwerb des Bachelorgrades am Amherst College studierte er Musik an der Yale University (MMA 1976, DMA 1981). Seit 1979 hat er eine Professur am Wellesley College inne, wo er Komposition, elektronische Musik und Musiktheorie unterrichtet. Mit dem Musikethnologen Ted Levin und mit Unterstützung des International Research and Exchanges Board organisierte er 1987 einen Komponistenaustausch zwischen den USA und der Sowjetunion. 2001 war er Composer in Residence, von 2007 bis 2010 Heiskell Arts Director der American Academy in Rome. Er ist Präsident der Stefan Wolpe Society und Herausgeber der Zeitschriften Perspectives of New Music und The Open Space. 
Den ersten Kompositionspreis gewann Brody 1972 am Amherst College. Es folgten u. a. drei Preise des National Endowment for the Arts (1983, 1991 und 1992) sowie ein Guggenheim-Stipendium (2000). Neben kammermusikalischen und Vokalwerken komponierte er u. a. Ritornelli für Klavier und Orchester (im Auftrag des Elgin Symphony Orchestra), die Opern Heart of a Dog und Earth Studies sowie Film-, Schauspiel und Fernsehfilmmusiken.